# Немі (провінція Рим)
Немі (італ. Nemi) — муніципалітет в Італії, у регіоні Лаціо,  метрополійне місто Рим-Столиця.
Немі розташоване на відстані близько 28 км на південний схід від Рима.
Населення — 1920 осіб (2014).

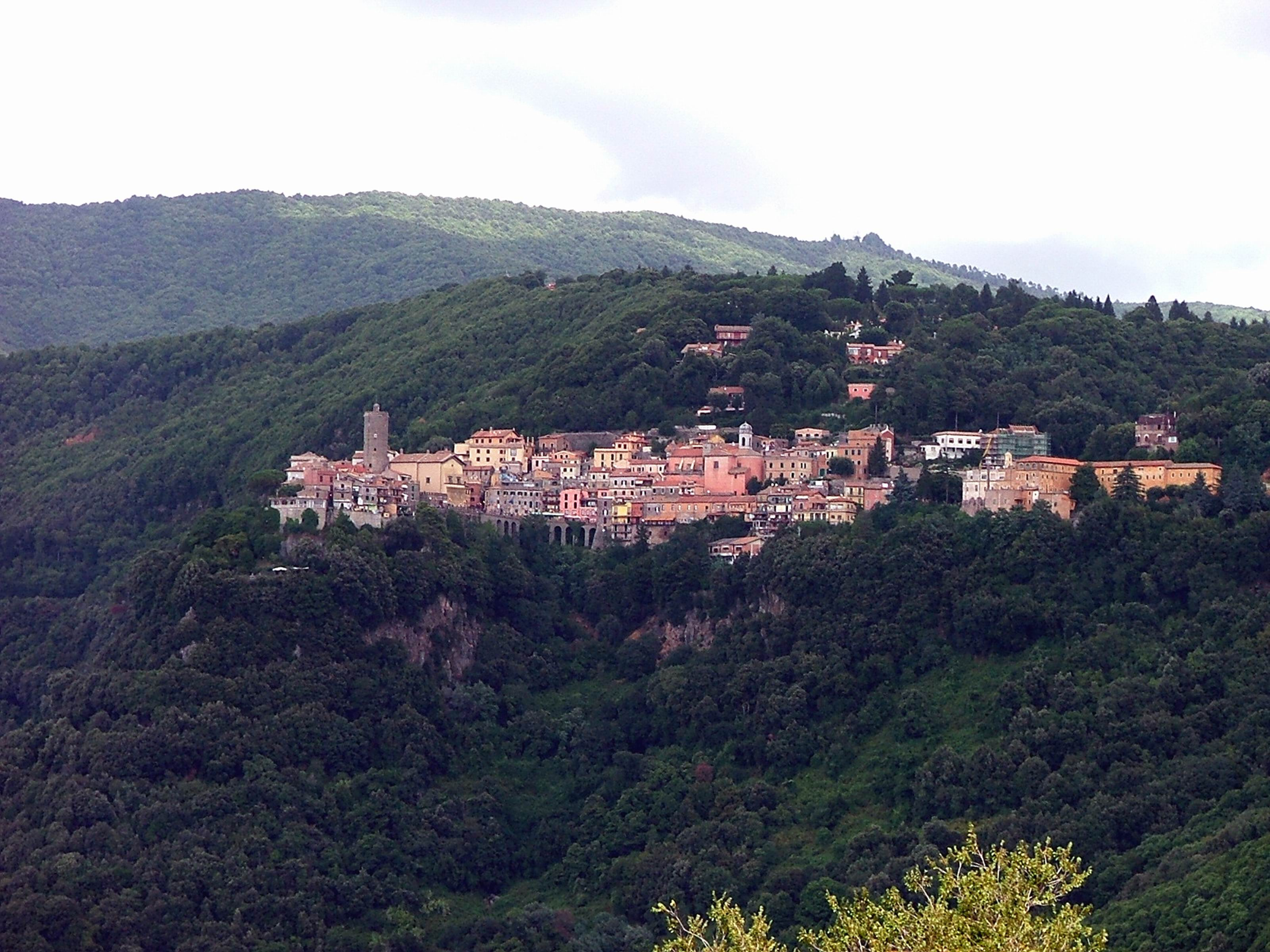

Щорічний фестиваль відбувається 3 травня. Покровитель — Филип.
Також проходить фестиваль полуниці на початку червня.

## Демографія
Населення за роками:

Станом на 1 січня 2023 року в муніципалітеті офіційно проживало 147 іноземців з 30 країн, серед них 70 громадян країн Євросоюзу та 5 громадян України.

## Сусідні муніципалітети
- Аричча
- Дженцано-ді-Рома
- Рокка-ді-Папа
- Веллетрі